# 당신이 사랑하는 동안에
《당신이 사랑하는 동안에》(영어: Wicker Park)는 2004년 공개된 미국의 영화이다. 폴 맥귀건 감독 영화로, 조시 하트넷, 로즈 번, 디아네 크루거, 매슈 릴러드가 출연한다. 프랑스의 질 미무니 감독의 1996년작 영화 《라빠르망》을 미국에서 리메이크한 작품이다.
영화의 원제인 '위커 공원(Wicker Park)'은 시카고에 위치한 공원으로 남녀 주인공이 만나는 장소의 하나이다.

## 줄거리
젊은 사진 작가 맷은 2년 만에 뉴욕에서 시카고로 되돌아온 참이다. 뉴욕에서 만난 약혼자와 동거중이던 맷은 중국 출장을 다녀온 뒤에 약혼자에게 청혼을 할 예정이었다. 출장 전 식당에서의 미팅 중에, 맷은 화장실에 갔다가 우연히 옛 연인 리사를 발견하게 된다. 맷이 미처 말을 걸기 전에 리사는 식당을 떠났고 맷은 그녀가 흘리고 간 호텔 카드키를 줍는다.
리사는 2년 전 맷이 첫눈에 반한 무용수였다. 맷의 저돌적인 구애로 사귀게 된 두 사람은 행복한 나날을 보냈지만, 어느 날 리사가 갑자기 유럽으로 순회 공연을 떠나 버린다. 맷이 일 때문에 뉴욕에 가게 되었을 때, 가서 같이 살지 않겠느냐고 제안한 다음날이었다. 맷은 큰 배신감을 느끼고 뉴욕으로 가게 된 것이었다.
리사와의 추억에 사로잡힌 맷은 약혼자에게 비밀로 한 채 출장을 가지 않고, 리사의 호텔방에 찾아간다. 하지만 리사는 오지 않았고 맷은 깜빡 잠들어 버린다. 다음날 아침 맷은 리사의 은제 콤팩트와, '대니얼'이라는 남자에 대한 신문기자 조각을 챙겨서 방을 나선다. 그러고는 리사를 만났던 식당에 리사에게 보내는 메시지를 남긴다. 맷은 이후 친구 루크의 차를 빌려 대니얼을 쫓는다. 대니얼은 리사를 스토킹하는 남자였는데, 맷은 대니얼을 통해 리사가 지금 사는 아파트를 알아낸다. 맷이 뒤늦게 루크에게 차를 돌려주러 가자 루크는 차가 없어서 여자친구와의 데이트를 망쳤다며 불평한다. 그날 밤, 아파트에 숨어들어간 맷은 옷장에서 옛날 자신이 리사에게 선물했던 구두를 발견한 참에, 집주인이 들어오는 것을 눈치챈다. 집주인은 맷이 알던 리사가 아닌 전혀 다른 여자였고, 그녀의 이름 또한 리사였다. 맷이 자초지종을 밝힌 뒤 여자는 맷을 자기 집에서 자고 가게 한다.
여자의 정체는 알렉스로, 2년 전 리사의 아파트 맞은 편 집에 살던 이웃이자 현재의 루크의 여자친구였다. 리사와 친구가 된 알렉스는 길에서 만난 맷에게 첫눈에 반하지만, 그녀의 의도치 않은 실수로 맷은 리사에게 반하게 된 것이었다. 리사가 맷의 제안을 받았을 때 우연히도 갑작스러운 유럽 공연 자리가 나자, 리사는 알렉스에게 부탁해 맷의 제안을 승낙하는 편지를 남겼다. 그러나 알렉스는 편지를 전달하지 않았고, 리사에게는 맷이 바람을 피웠다는 거짓말로 단념하게 하였다. 알렉스가 리사의 아파트에 있던 것은 리사가 대니얼의 스토킹을 피해 둘의 집을 바꾸었기 때문이었다. 루크를 통해 맷의 소식을 알게 된 알렉스는 맷의 사랑을 얻기 위해 거짓말을 한 것이었다.
연극배우로 활동하던 알렉스는 극단에서 《십이야》를 공연했다. 루크는 여자친구를 소개해준다며 맷을 졸라 같이 연극을 보러간다. 알렉스는 객석의 맷을 눈치채지만 분장 때문에 맷은 알렉스를 못 알아본다. 맷은 그날 밤 예정대로 출장을 가려다가, 다시 마음을 바꾸어 리사의 아파트에 가서 잠을 잔다. 다음날, 진짜 리사는 런던으로의 출국을 앞두고 식당에서 맷이 남긴 메시지를 읽게 된 뒤, 기뻐하며 루크에게 연락해 맷에게 3시에 위커 공원으로 나와달라는 메시지를 전하게 한다. 한편 맷은 아파트로 찾아온 알렉스에게 리사의 구두를 맞춰 본다. 구두는 맞지 않았고 맷은 그녀가 거짓말을 하고 있음을 알게 된다.
사정을 모르는 루크의 주선으로 결국 맷과 알렉스가 정식으로 대면하게 된다. 미친 여자한테 속았다며 넌지시 알렉스를 질책하는 맷에게, 알렉스는 그 여자가 당신을 사랑하였던 걸 수도 있다는 대답을 한다. 알레스는 자신이 숨긴 리사의 편지를 맷에게 내민다. 루크로부터 리사의 메시지를 들은 맷은 서둘러 공원으로 가보지만 이미 리사는 떠난 뒤였다. 맷은 리사를 쫓아 공항으로 가고, 멀리서 리사를 발견한다. 그러나 그 순간 자신의 귀국을 기다렸던 약혼자를 만난다. 맷은 약혼녀에게 진짜 사랑하던 여자가 있었음을 고백하며 파혼을 통보한다. 그때 리사는 전화로 알렉스의 참회와 사과를 듣고 있었다. 리사가 전화를 마치고 뒤를 돌아보며 맷을 발견하고, 재회한 둘은 키스한다.

## 출연
- 조시 하트넷 - 매슈 "맷" 사이먼 역
- 로즈 번 - 알렉스 덴버 역
- 디아네 크루거 - 리사 패리시 역
- 매슈 릴러드 - 루크 스탠퍼드 역
- 제시카 파레 - 리베카 마틴 역
- 크리스토퍼 커즌스 - 대니얼 리스텔리 역

## 원작과의 관계
원작의 막스, 리자, 알리스, 뤼시앵의 이름은 본 영화에서 매튜(맷), 리사, 알렉스, 루크로 바뀌었다. 《라빠르망》과 《당신이 사랑하는 동안에》의 가장 대표적인 차이점은 결말이다. 《라빠르망》에서는 알리스에게 속은 막스가 결국 알리스를 사랑하는 것을 깨닫고 떠나는 그녀를 쫓아가고, 리자는 죽는다. 《당신이 사랑하는 동안에》에서는 맷이 약혼자와 이별하고 마침내 리사와 재회하는 것으로 끝난다.
이외에 다음과 같은 차이가 있다.
- 영화의 시간 경과가 나흘에서 사흘로 줄어들었다.
- 막스 혹은 맷의 직업이 소설가에서 사진 작가로 바뀌었다. 리자 혹은 리사의 직업이 연극 배우에서 현대 무용가로 바뀌었다.
- 막스 혹은 맷의 출장지가 일본에서 중국으로 바뀌었다.
- 맷이 리사를 처음 발견하는 캠코더 영상이 알렉스가 찍은 것이라는 설정이 추가되었다.
- 알리스 혹은 알렉스가 연기하는 공연이 《한여름 밤의 꿈》에서 《십이야》로 바뀌었다.
- 알리스는 막스를 신경쓰느라 공연을 망치지만, 알렉스는 맷에게 얼굴을 감추는 데 성공하고 감독의 말을 떠올리며 공연도 성공시킨다.
- 《라빠르망》의 다니엘은 리자의 내연남이며, 그녀에게 집착한 끝에 동반자살하게 된다. 《당신이 사랑하는 동안에》의 대니얼은 리사를 스토킹하는 인물로만 나오고 이렇다 할 등장이 없다.

## 기타
- 원조: 질 미무니
- 프로듀서: 매논 부기
- 조감독: 페드로 갠돌
- 미술: 리처드 브릿지랜드
- 의상: 오뎃 가도리
- 배역: 데보라 아퀼라
- 배역: 메리 트리샤 우드